# Sommer-Paralympics 2012/Teilnehmer (Tunesien)
| stlisierte Goldmedaille | stlisierte Silbermedaille | stlisierte Bronzemedaille |
| ----------------------- | ------------------------- | ------------------------- |
| 9                       | 5                         | 5                         |

Tunesien entsandte zu den Paralympischen Sommerspielen 2012 in London 31 Sportler –  13 Frauen und 18 Männer.

## Medaillen

### Medaillenspiegel
| Medaillenspiegel Tunesien |                |                              |                           |                           |        |
| Platz                     | Sportart       | Goldmedaille – Olympiasieger | Silbermedaille – 2. Platz | Bronzemedaille – 3. Platz | Gesamt |
| 1                         | Leichtathletik | 9                            | 5                         | 5                         | 19     |
| Total                     | Total          | 9                            | 5                         | 5                         | 19     |

### Medaillengewinner

#### Gold
| Name                 | Sportart       | Wettkampf              |
| -------------------- | -------------- | ---------------------- |
| Mohamed Farhat Chida | Leichtathletik | 400 m Männer – T38     |
| Maroua Ibrahmi       | Leichtathletik | Club Throw – F31/32/51 |
| Walid Ktila          | Leichtathletik | 200 m Männer – T34     |
| Abderrahim Zhiou     | Leichtathletik | 1500 m Männer – T13    |

#### Silber
| Name             | Sportart       | Wettkampf                 |
| ---------------- | -------------- | ------------------------- |
| Mohamed Charmi   | Leichtathletik | 800 m Männer – T37        |
| Somaya Bousaid   | Leichtathletik | 400 m Frauen – T13        |
| Raoua Tlili      | Leichtathletik | Diskuswerfen Frauen – F40 |
| Abderrahim Zhiou | Leichtathletik | 5000 m Männer – T12       |

#### Bronze
| Name           | Sportart       | Wettkampf           |
| -------------- | -------------- | ------------------- |
| Neda Bahi      | Leichtathletik | 100 m Frauen – T37  |
| Mohamed Charmi | Leichtathletik | 1500 m Männer – T37 |

## Teilnehmer nach Sportart

### Leichtathletik
| Athleten             | Wettbewerb                  | Vorlauf / Vorkampf | Vorlauf / Vorkampf | Halbfinale   | Halbfinale | Finale       | Finale | Rang   |
| Athleten             | Wettbewerb                  | Zeit / Weite       | Rang               | Zeit / Weite | Rang       | Zeit / Weite | Rang   | Rang   |
| -------------------- | --------------------------- | ------------------ | ------------------ | ------------ | ---------- | ------------ | ------ | ------ |
| Frauen               |                             |                    |                    |              |            |              |        |        |
| Neda Bahi            | Weitsprung – T37            |                    |                    | -            | -          | 4,35 m       | 5      |        |
| Rabia Benhaj Ahmed   | Weitsprung – F20            |                    |                    | -            | -          | NM           |        |        |
| Neda Bahi            | 100 m Frauen – T37          | 14,53 s            | 3                  | -            | -          | 14,36 s      | 3      | Bronze |
| Yousra Ben Jemaa     | 100 m Frauen – F33/34/52/53 | 20,57 s            | 2                  | -            | -          | 20,52 s      | 5      |        |
| Yousra Ben Jemaa     | 100 m Frauen – T13          |                    |                    | -            | -          |              |        |        |
| Sonia Mansour        | 200 m Frauen – T38          | 14,40 s            | 3                  | -            | -          | 14,45 s      | 6      |        |
| Neda Bahi            | 200 m Frauen – T37          |                    |                    | -            | -          |              |        |        |
| Sonia Mansour        | 200 m Frauen – T37          |                    |                    | -            | -          |              |        |        |
| Neda Bahi            | 400 m Frauen – T37          |                    |                    | -            | -          | 18,63 m      | 4      |        |
| Somaya Bousaid       | 400 m Frauen – T13          |                    |                    | -            | -          | 56,83 s      | 2      | Silber |
| Aida Naili           | 1500 m Frauen – T20         |                    |                    | -            | -          |              |        |        |
| Dhouha Chelhi        | Club Throw – F31/32/51      |                    |                    | -            | -          | 8,29 m       | 13     |        |
| Maroua Ibrahmi       | Club Throw – F31/32/51      |                    |                    | -            | -          | 23,43 m      | 1      | Gold   |
| Saida Nayli          | Club Throw – F31/32/51      |                    |                    | -            | -          | 16,43 m      | 7      |        |
| Dhouha Chelhi        | Diskuswerfen – F51/52/53    |                    |                    | -            | -          |              |        |        |
| Bochra Rzouga        | Diskuswerfen – F51/52/53    |                    |                    | -            | -          |              |        |        |
| Raoua Tlili          | Diskuswerfen – F40          |                    |                    | -            | -          | 31,16 m      | 2      | Silber |
| Hania Aidi           | Kugelstoßen – F54/55/56     |                    |                    | -            | -          | 6,30 m       | 5      |        |
| Maroua Ibrahmi       | Kugelstoßen – F31/32/51     |                    |                    | -            | -          | 8,29 m       | 13     |        |
| Fadhila Nafati       | Kugelstoßen – F54/55/56     |                    |                    | -            | -          | 6,21 m       | 7      |        |
| Raoua Tlili          | Kugelstoßen – F40           |                    |                    | -            | -          |              |        |        |
| Hania Aidi           | Speerwerfen – F54/55/56     |                    |                    | -            | -          |              |        |        |
| Yousra Ben Jemaa     | Speerwerfen – F33/34/52/53  |                    |                    | -            | -          |              |        |        |
| Männer               |                             |                    |                    |              |            |              |        |        |
| Mohamed Zemzemi      | Club Throw – F31/32/51      |                    |                    | -            | -          | 24,63 m      | 6      |        |
| Mohamed Ali Krid     | Diskuswerfen – F32/33/34    |                    |                    | -            | -          |              |        |        |
| Sofyane Mejri        | Diskuswerfen – F40          |                    |                    | -            | -          |              |        |        |
| Mohamed Zemzemi      | Diskuswerfen – F31/32/51    |                    |                    | -            | -          |              |        |        |
| Hamdi Ouerfelli      | Kugelstoßen – F37/38        |                    |                    | -            | -          |              |        |        |
| Mohamed Amara        | Kugelstoßen – F40           |                    |                    | -            | -          |              |        |        |
| Dali Fatnassi        | Kugelstoßen – F20           |                    |                    | -            | -          |              |        |        |
| Mourad Idoudi        | Kugelstoßen – F32/33        |                    |                    | -            | -          |              |        |        |
| Mohamed Ali Krid     | Kugelstoßen – F34           |                    |                    | -            | -          |              |        |        |
| Sofyane Mejri        | Kugelstoßen – F40           |                    |                    | -            | -          |              |        |        |
| Hamdi Ouerfelli      | Kugelstoßen – F37/38        |                    |                    | -            | -          |              |        |        |
| Mohamed Amara        | Speerwerfen – F40           |                    |                    | -            | -          |              |        |        |
| Mourad Idoudi        | Speerwerfen – F33/34        |                    |                    | -            | -          | 18,32 m      | 12     |        |
| Mohamed Ali Krid     | Speerwerfen – F34           |                    |                    | -            | -          | 33,59 m      | 8      |        |
| Faouzi Rzig          | Speerwerfen – F33/34        |                    |                    | -            | -          | 35,86 m      | 5      |        |
| Ahmed Aouadi         | 100 m – T54                 | 14,51 s            | 4                  | -            | -          |              |        |        |
| Mohamed Farhat Chida | 100 m – T38                 |                    |                    | -            | -          | 11,44 s      | 4      |        |
| Walid Ktila          | 100 m – T34                 |                    |                    | -            | -          |              |        |        |
| Mohamed Farhat Chida | 200 m – T38                 |                    |                    | -            | -          |              |        |        |
| Mahmoud Khaldi       | 200 m – T12                 |                    |                    | -            | -          |              |        |        |
| Walid Ktila          | 200 m – T34                 | 27,98 s            | 1                  | -            | -          | 27,98 s      | 1      | Gold   |
| Abbes Saidi          | 200 m – T38                 |                    |                    | -            | -          |              |        |        |
| Mohamed Farhat Chida | 400 m – T38                 | 55,12 s            | 3                  | -            | -          | 50,43 s      | 1      | Gold   |
| Ahmed Aouadi         | 400 m – T54                 |                    |                    | -            | -          |              |        |        |
| Mahmoud Khaldi       | 400 m – T12                 | 50,58 s            | 1                  | 49,02 s      | 1          |              |        |        |
| Abbes Saidi          | 400 m – T38                 | 52,32 s            | 1                  | -            | -          | 52,05 s      | 4      |        |
| Ahmed Aouadi         | 800 m – T54                 |                    |                    | -            | -          |              |        |        |
| Mohamed Charmi       | 800 m – T37                 |                    |                    | -            | -          | 2:01,45 min  | 2      | Silber |
| Mohamed Fouzai       | 800 m – T46                 |                    |                    | -            | -          |              |        |        |
| Hatem Nasrallah      | 800 m – T12                 | 2:03,83 min        | 2                  | -            | -          |              |        |        |
| Faycel Othmani       | 800 m – T37                 |                    |                    | -            | -          | 2:09,35 min  | 7      |        |
| Abderrahim Zhiou     | 800 m – T12                 | 1:55,99 min        | 1                  | -            | -          |              |        |        |
| Ahmed Aouadi         | 1500 m – T54                | 3:20,35 min        | 6                  | -            | -          |              |        |        |
| Mohamed Charmi       | 1500 m – T37                |                    |                    | -            | -          | 4:14,90 min  | 3      | Bronze |
| Mohamed Fouzai       | 1500 m – T46                | 4:01,23 min        | 3                  | -            | -          |              |        |        |
| Hatem Nasrallah      | 1500 m – T13                | 4:13,27 s          | 10                 | -            | -          |              |        |        |
| Abderrahim Zhiou     | 1500 m – T12                |                    |                    | -            | -          | 3:48,31 min  | 1      | Gold   |
| Abderrahim Zhiou     | 5000 m – T12                |                    |                    | -            | -          | 14:19,97 min | 2      | Silber |
| Faycel Othmani       | 800 m – T37                 |                    |                    | -            | -          | 4:19,94 min  | 5      |        |
| Hatem Nasrallah      | Marathon – T12              |                    |                    | -            | -          |              |        |        |
| Abderrahim Zhiou     | Marathon – T12              | 1:55,99 min        | 1                  | -            | -          |              |        |        |
| Mohamed Farhat Chida | Weitsprung – F37/38         |                    |                    | -            | -          |              |        |        |